# تخطيط الصدى القحفي
تخطيط الصدى القحفي أو تصوير القحف بالأمواج فوق الصوتية أو تصوير الجمجمة بالأمواج فوق الصوتية تقنية لتصوير الدماغ باستخدام موجات صوتية عالية التردد. تُستخدم حصرًا تقريبًا عند الأطفال لأن اليافوخ (البقعة الطرية في الجمجمة) يوفر «نافذة صوتية». يمكن استخدام نوع مختلف من التصوير الدماغي المعتمِد على الموجات فوق الصوتية، وهو تخطيط الصدى الدوبلري عبر القحف، لدى كل الفئات العمرية. يستخدم هذا النوع الموجات فوق الصوتية الدوبلرية لتقييم تدفق الدم في الشرايين الرئيسة في الدماغ، ويمكنه التقاط صور عبر العظام. لكن هذه التقنية لا تُشمل عادة عند استخدام تسمية «تخطيط الصدى القحفي». يمكن أيضًا استخدام الموجات فوق الصوتية في الجمجمة للتصوير في أثناء عمليات جراحة الأعصاب لدى البالغين بعد فتح الجمجمة، لأهداف مختلفة كالمساعدة في تحديد حدود الورم.

## الاستخدامات
الأطفال الخدج معرضون بشكل خاص للإصابة بحالات معينة في الدماغ. تشمل هذه الحالات النزف داخل البطينات، والذي يحدث غالبًا خلال الأيام القليلة الأولى بعد الولادة، وتلين المادة البيضاء حول البطينات، والذي يميل إلى الحدوث في وقت لاحق. يعد كشف هذه الحالات على نحو مبكر من الأغراض الرئيسة لإجراء تخطيط الصدى القحفي بشكل روتيني في وحدات حديثي الولادة. إذا لوحظ وجود نزيف حاد داخل البطينات، يجب فحص الطفل بشكل متكرر للتأكد من عدم تطور استسقاء الدماغ (استسقاء الرأس أو موه الرأس) بعد النزيف (تتوسع البطينات بسبب توقف التدفق الطبيعي للسائل الدماغي الشوكي بفعل التجلطات الدموية الناتجة عن النزيف).
يلزم التخطيط بالصدى القحفي أيضًا لدى الأطفال الذين يحتاجون إلى التنفس الاصطناعي، واعتلال الدماغ الوليدي، والعلامات والأعراض التي تشير إلى اضطراب الجهاز العصبي المركزي مثل النوبات الاختلاجية وصغر الرأس وضخامة الرأس ونقص التوتر (ضعف المقوية) وضعف التغذية غير المبرر لدى الوِلدان بتمام الحمل.
تجري معظم وحدات حديثي الولادة في العالم المتقدم بشكل روتيني فحوصات متسلسلة بالصدى القحفي على الأطفال الخدّج. يتضمن النظام النموذجي إجراء فحص في اليوم الأول والثالث والسابع من حياة الطفل الخديج، ثم على فترات منتظمة حتى يصل الطفل إلى عمر إتمام الحمل.

## التقنية
يستخدم مسبار من 5 إلى 7.5 ميغاهرتز لتصوير البنى العميقة في الدماغ. ويستخدم مسبار من 7 إلى 12 ميغاهرتز لتصوير البنى السطحية للكشف عن الآفات بين الدماغ والجمجمة وخثار الجيب السهمي العلوي والوذمة الدماغية وتقييم بنية التلافيف والأثلام.
يوضع هلام مائي على رأس الرضيع، فوق اليافوخ الأمامي، للمساعدة في توصيل الموجات فوق الصوتية. في الحالة المثالية، تُجرى الفحوصات خلال نوم الطفل أو عندما يكون هادئًا. ثم يستخدم المُشغل مسبار الموجات فوق الصوتية لفحص دماغ الطفل، وعرض الصور على شاشة حاسوبية وتسجيلها حسب الحاجة.
يتضمن تخطيط الصدى القحفي القياسي التصوير من نحو 11 منظور مختلف للدماغ، ستة في المستوى الإكليلي وخمسة في المستويين السهمي والناصف. ويسمح ذلك بتصوير جميع أجزاء البطينات ومعظم الدماغ.
يختلف المتخصص الذي يجري تخطيط الصدى القحفي بين الأنظمة الصحية المختلفة. في الكثير من المستشفيات في المملكة المتحدة، ينفذ هذه الإجراء أطباء الأطفال أو أطباء حديثي الولادة؛ وفي أنظمة أخرى، يجريه الممرضون الممارسون المتقدمون أو اختصاصيو الأشعة أو اختصاصيو التصوير بالصدى.
يشكل اليافوخ الأمامي النافذة الصوتية الأكثر استخدامًا في تخطيط الصدى القحفي، ولكن المتخصصين الأكثر خبرة يستطيعون الحصول على مناظر إضافية، خاصة لرؤية محتويات الحفرة الخلفية، باستخدام اليافوخ الخشائي و/أو اليافوخ الخلفي و/أو النافذة الصدغية.
تشمل التحسينات الأخرى لتقنية التخطيط بالصدى القحفي القياس التسلسلي لعرض البطينين الجانبيين («المؤشر البطيني») لتحري التوسع البطيني المحتمل والتصوير بالدوبلر الملون لتقييم تدفق الدم.